# برهما (فیلم ۱۹۹۴)
برهما (به انگلیسی: Brahma) فیلمی هندی محصول سال ۱۹۹۴ و به کارگردانی کی. سوباش است. در این فیلم بازیگرانی همچون گوویندا، مادهو، عایشا جولکا، آریونا ایرانی، پریم چوپرا، تینو آناند، لاکسیمیکانت برد، ساتین کاپو و آسرانی ایفای نقش کرده‌اند.